# Cherry Creek (Nevada)
Cherry Creek es un área no incorporada ubicada en el condado de White Pine en el estado estadounidense de Nevada.

## Geografía
Cherry Creek se encuentra ubicado en las coordenadas 39°54′14″N 114°53′24″O / 39.90389, -114.89000.